# Neoseiulus tunus
Neoseiulus tunus är en spindeldjursart som först beskrevs av De Leon 1967.  Neoseiulus tunus ingår i släktet Neoseiulus och familjen Phytoseiidae. Inga underarter finns listade i Catalogue of Life.